# Malayocassis
Malayocassis – rodzaj chrząszczy z rodziny stonkowatych i podrodziny tarczykowatych.
Chrząszcze te mają głowę z tęgą, rombowatą w kształcie i zaopatrzoną w biegnące przez środek podłużne żeberko wargą górną. Czułki ich odznaczają się członami dziewiątym i dziesiątym co najwyżej dwukrotnie dłuższymi niż szerokimi. Odnóża środkowej pary nie mają guzków wierzchołkowych na spodniej krawędzi ud. Stopy mają na ostatnim segmencie sterczące odsiebnie wyrostki, przez które pazurki wyglądają jakby miały ząbki, mimo że w rzeczywistości są one niezmodyfikowane.
Rodzaj orientalny, zamieszkujący Azję Południowo-Wschodnią. Znany jest z Indonezji, Malezji i Filipin. Występuje na Półwyspie Malajskim, Borneo, Sumatrze, Jawie, Luzonie, Wyspach Mentawai, Mindanao, Polillo oraz Sibuyanie.
Takson ten wprowadzony został w 1952 roku przez Franza Spaetha w publikacji pod redakcją Waltera Douglasa Hincksa. Zalicza się do niego dwa opisane gatunki:
- Malayocassis hilaris (Boheman, 1855)
- Malayocassis manilensis (Weise, 1910)